# Jex Thoth
Jex Thoth ist eine US-amerikanische Doom-Metal- und Psychedelic-Rock-Band aus San Francisco. Der Bandname ist abgeleitet vom Namen der Sängerin Jessica Toth und zugleich deren Pseudonym, lehnt sich aber auch an den Namen der ägyptischen Gottheit Thoth an.

## Geschichte
Unter dem Namen Totem gegründet, veröffentlichte die Band im Jahr 2007 eine gleichnamige EP bei dem schwedischen Plattenlabel I Hate Records und benannte sich kurz danach in Jex Thoth um. Im darauf folgenden Jahr erschien das selbstbetitelte Debütalbum der Band, zuvor wurde ein Lied dieser Veröffentlichung schon auf einer Split-Single mit der Band Pagan Altar ausgekoppelt. Weiterhin im Jahrestakt erschienen in der Folge die Totem-EP als Wiederveröffentlichung sowie eine weitere EP namens Witness. Die Band absolvierte im Jahr 2010 zwei Europatourneen im April beziehungsweise Oktober/November und spielte dabei Konzerte auf den Szene-Festivals Doom Shall Rise in Göppingen, Roadburn Festival in Tilburg und Hammer of Doom in Würzburg. Eine weitere Tournee durch Europa folgte im Juli 2011.
Die Cover aller Veröffentlichungen der Band, mit Ausnahme der Totem-EP, zeichnete der Finne Sami Albert Hynninen, der unter dem Pseudonym Albert Witchfinder Mitglied der Band Reverend Bizarre war.

## Stil
Die Band vereint die metallischen Züge von Black Sabbath mit den experimentellen Ansätzen von Amon Düül II. Die Gitarrenarbeit wurde mit Marillion verglichen, die Texte weisen teils okkulte Züge auf. Das Ergebnis gilt als psychedelischer Stoner Doom.

## Diskografie
als Totem
- 2007: Totem (EP, I Hate Records)

als Jex Thoth
- 2007: Pagan Altar / Jex Thoth (Split-Single, I Hate Records)
- 2008: Jex Thoth (I Hate Records)
- 2009: Totem (EP, Wiederveröffentlichung, I Hate Records)
- 2010: Witness (EP, I Hate Records)
- 2013: Blood Moon Rise (I Hate Records)